# 桂元次
桂 元次（かつら もとつぐ）は、戦国時代の武将。毛利氏の家臣。父は桂就延。婿養子に桂元盛。通称は少輔七郎。

## 生涯
天文7年（1538年）、毛利氏庶流の重臣である桂就延の嫡男として生まれる。
弘治2年（1556年）4月14日、父・就延が死去したため、家督を相続する。
永禄8年（1565年）9月27日、八幡宮社頭の上葺について大施主を務めた。なお、この時の棟札には「大江元次」の名前で記されており、武運長久、恵命長遠、子孫繁昌、家門安全を願っている。
永禄12年（1569年）5月21日、在番していた豊前香春岳城において病死。享年32。元次に男子はいなかったため、桂元澄の六男で元次の長女・真誉長清と婚姻した桂元盛が婿養子として家督を相続した。
文化15年（1818年）、元次の250回忌の法要が執り行われる。